# Boujan-sur-Libron
Boujan-sur-Libron [bu.ʒɑ̃ syʁ li.bʁɔ̃], en occitan Bojan [bu.'d͡ʒan], est une commune française située dans le sud du département de l'Hérault, en région Occitanie.
Exposée à un climat méditerranéen, elle est drainée par le Libron, le ruisseau de l'Ardaillou et par divers autres petits cours d'eau.
Boujan-sur-Libron est une commune urbaine qui compte 3 536 habitants en 2022, après avoir connu une forte hausse de la population depuis 1962. Elle est dans l'agglomération de Béziers et fait partie de l'aire d'attraction de Béziers. Ses habitants sont appelés les Boujanais et Boujanaises.

## Géographie

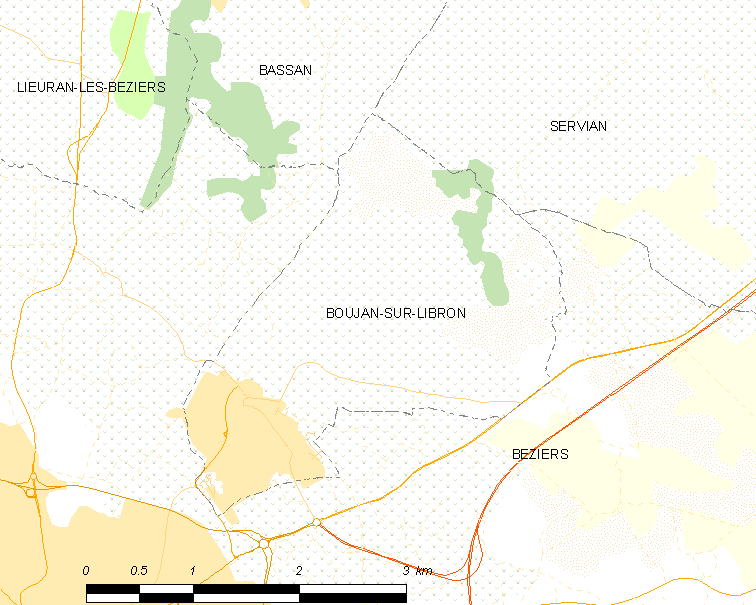
Carte.

Cette ville se trouve au nord-est de Béziers, elle est traversée par le Libron. Le centre du vieux village est en circulade.

### Communes limitrophes
Les communes limitrophes sont Bassan, Servian et Béziers.

### Climat
Pour des articles plus généraux, voir Climat de l'Occitanie et Climat de l'Hérault.
En 2010, le climat de la commune est de type climat méditerranéen franc, selon une étude s'appuyant sur une série de données couvrant la période 1971-2000. En 2020, Météo-France publie une typologie des climats de la France métropolitaine dans laquelle la commune est exposée à un climat méditerranéen et est dans la région climatique  Provence, Languedoc-Roussillon, caractérisée par une pluviométrie faible en été, un très bon ensoleillement (2 600 h/an), un été chaud (21,5 °C), un air très sec en été, sec en toutes saisons, des vents forts (fréquence de 40 à 50 % de vents > 5 m/s) et peu de brouillards.
Pour la période 1971-2000, la température annuelle moyenne est de 14,6 °C, avec une amplitude thermique annuelle de 15,8 °C. Le cumul annuel moyen de précipitations est de 617 mm, avec 5,3 jours de précipitations en janvier et 2,4 jours en juillet. Pour la période 1991-2020, la température moyenne annuelle observée sur la station météorologique la plus proche, située sur la commune de Béziers à 3,78 km à vol d'oiseau, est de 0,0 °C et le cumul annuel moyen de précipitations est de 0,0 mm,. Pour l'avenir, les paramètres climatiques de la commune estimés pour 2050 selon différents scénarios d’émission de gaz à effet de serre sont consultables sur un site dédié publié par Météo-France en novembre 2022.

### Milieux naturels et biodiversité
Aucun espace naturel présentant un intérêt patrimonial n'est recensé sur la commune dans l'inventaire national du patrimoine naturel,,.

## Urbanisme

### Typologie
Au 1er janvier 2024, Boujan-sur-Libron est catégorisée ceinture urbaine, selon la nouvelle grille communale de densité à sept niveaux définie par l'Insee en 2022.
Elle appartient à l'unité urbaine de Béziers, une agglomération intra-départementale regroupant cinq  communes, dont elle est une commune de la banlieue,,. Par ailleurs la commune fait partie de l'aire d'attraction de Béziers, dont elle est une commune de la couronne,. Cette aire, qui regroupe 53 communes, est catégorisée dans les aires de 50 000 à moins de 200 000 habitants,.

### Occupation des sols
L'occupation des sols de la commune, telle qu'elle ressort de la base de données européenne d’occupation biophysique des sols Corine Land Cover (CLC), est marquée par l'importance des territoires agricoles (79,7 % en 2018), en diminution par rapport à 1990 (83,1 %). La répartition détaillée en 2018 est la suivante : 
cultures permanentes (49 %), zones agricoles hétérogènes (30,7 %), zones urbanisées (15,7 %), forêts (4,6 %). L'évolution de l’occupation des sols de la commune et de ses infrastructures peut être observée sur les différentes représentations cartographiques du territoire : la carte de Cassini (XVIIIe siècle), la carte d'état-major (1820-1866) et les cartes ou photos aériennes de l'IGN pour la période actuelle (1950 à aujourd'hui).

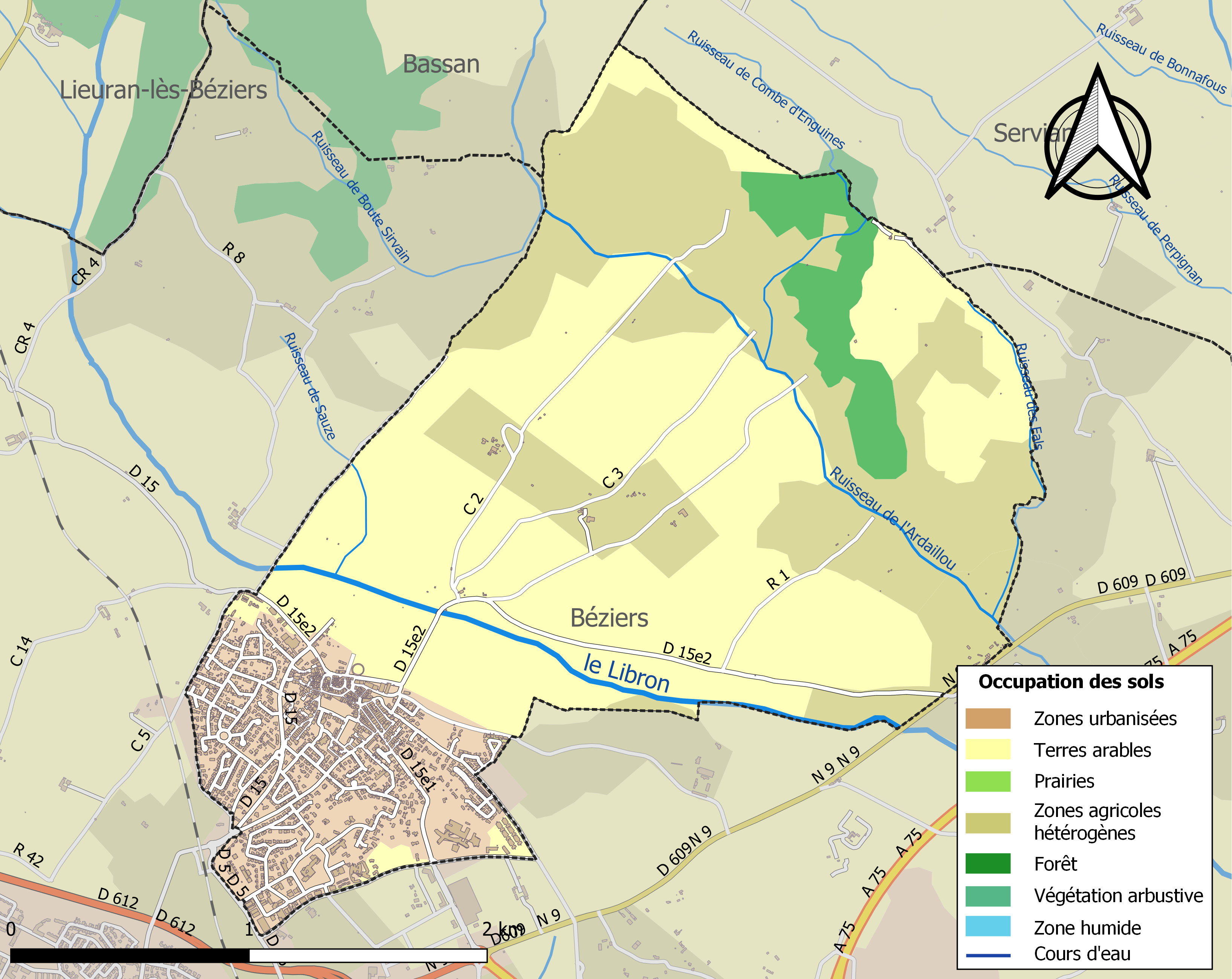
Carte des infrastructures et de l'occupation des sols de la commune en 2018 (CLC).

### Risques majeurs
Le territoire de la commune de Boujan-sur-Libron est vulnérable à différents aléas naturels : météorologiques (tempête, orage, neige, grand froid, canicule ou sécheresse), inondations, feux de forêts, mouvements de terrains et séisme (sismicité faible). Il est également exposé à un risque technologique,  le transport de matières dangereuses. Un site publié par le BRGM permet d'évaluer simplement et rapidement les risques d'un bien localisé soit par son adresse soit par le numéro de sa parcelle.

#### Risques naturels
La commune fait partie du territoire à risques importants d'inondation (TRI) de Béziers-Agde, regroupant 15 communes autour des bassins de vie de Béziers et d'Agde, un des 31 TRI qui ont été arrêtés fin 2012 sur le bassin Rhône-Méditerranée, retenu au regard des submersions marines et des débordements de cours d’eau,  notamment d'ouest en est, de l'Orb, du Libron et de l'Hérault. Les crues historiques antérieures à 2019 les plus significatives sont celles du 26 septembre 1907, un épisode généralisé sur la quasi-totalité du bassin, et du 30 septembre 1958, un épisode cévenol en partie supérieure du bassin. Des cartes des surfaces inondables ont été établies pour trois scénarios : fréquent (crue de temps de retour de 10 ans à 30 ans), moyen (temps de retour de 100 ans à 300 ans) et extrême (temps de retour de l'ordre de 1 000 ans, qui met en défaut tout système de protection). La commune a été reconnue en état de catastrophe naturelle au titre des dommages causés par les inondations et coulées de boue survenues en 1982, 1986, 1987, 1993, 1994, 1996 et 2019,.
Boujan-sur-Libron est exposée au risque de feu de forêt. Un plan départemental de protection des forêts contre les incendies (PDPFCI) a été approuvé en juin 2013 et court jusqu'en 2022, où il doit être renouvelé. Les mesures individuelles de prévention contre les incendies sont précisées par deux arrêtés préfectoraux et s’appliquent dans les zones exposées aux incendies de forêt et à moins de 200 mètres de celles-ci. L’arrêté du 25 avril 2002 réglemente l'emploi du feu en interdisant notamment d’apporter du feu, de fumer et de jeter des mégots de cigarette dans les espaces sensibles et sur les voies qui les traversent sous peine de sanctions. L'arrêté du 11 mars 2013 rend le débroussaillement obligatoire, incombant au propriétaire ou ayant droit,.

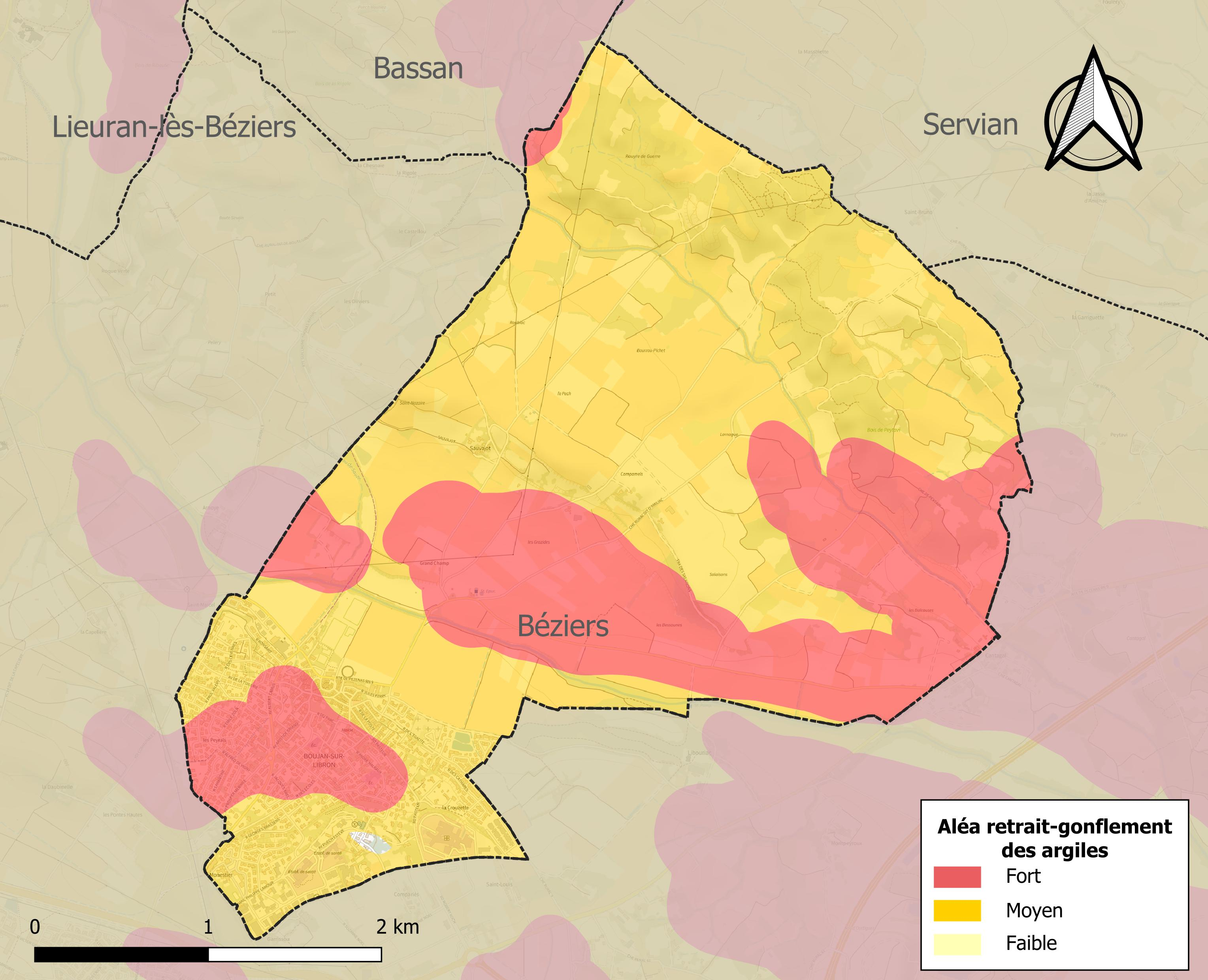
Carte des zones d'aléa retrait-gonflement des sols argileux de Boujan-sur-Libron.

La commune est vulnérable au risque de mouvements de terrains constitué principalement du retrait-gonflement des sols argileux. Cet aléa est susceptible d'engendrer des dommages importants aux bâtiments en cas d’alternance de périodes de sécheresse et de pluie. 99,9 % de la superficie communale est en aléa moyen ou fort (59,3 % au niveau départemental et 48,5 % au niveau national). Sur les 1 264 bâtiments dénombrés sur la commune en 2019, 1 258 sont en aléa moyen ou fort, soit 100 %, à comparer aux 85 % au niveau départemental et 54 % au niveau national. Une cartographie de l'exposition du territoire national au retrait gonflement des sols argileux est disponible sur le site du BRGM,.
Par ailleurs, afin de mieux appréhender le risque d’affaissement de terrain, l'inventaire national des cavités souterraines permet de localiser celles situées sur la commune.
Concernant les mouvements de terrains, la commune a été reconnue en état de catastrophe naturelle au titre des dommages causés par la sécheresse en 2018, par des mouvements de terrain en 1993 et par des glissements et effondrement de terrain en 1993.

#### Risques technologiques
Le risque de transport de matières dangereuses sur la commune est lié à sa traversée par des infrastructures routières ou ferroviaires importantes ou la présence d'une canalisation de transport d'hydrocarbures. Un accident se produisant sur de telles infrastructures est susceptible d’avoir des effets graves sur les biens, les personnes ou l'environnement, selon la nature du matériau transporté. Des dispositions d’urbanisme peuvent être préconisées en conséquence.

## Toponymie
Le nom est atteste sous les formes : Boiano (937), villa Bojano (972), villa Boiano (990), Bojanum (1163), ecclesiam S. Stephani de Bojano (1177), Bojan (1571), Boujan (1708), Boujan-sur-Libron (décret du 24 mars 1920).
Domaine gallo-romain : gentilice latin Boius + suffixe -anum.
Origine du Libron
Le nom Libron est attesté sous les formes : riu Lebrontis (972), justa Libron (1108), ad ripam Libronti (1124), flumen Librontis (1152), Libron (1708).
Probablement dérivé d'un radical préceltique *lip,.

## Histoire
Préhistoire
Les Boujanais, Georges Mary et Maurice Louis, ont découvert trois sites conservant la présence d'un séjour humain à proximité du village :
- la station Des Cresses (3 ha) située en bordure de la RD15 près du domaine d'Hortes ;
- la station de Saint-Marcel (2 ha) située près du domaine du même nom sur le versant nord du mamelon de La Capelière ;
- la station de Salaison (11 ha) située sur la rive gauche du Libron face au domaine de Libouriac, avec 360 fonds de cabanes mis au jour.

Les territoires des Cresses, de Saint-Marcel et de Salaisons sont riches en vestiges de toutes sortes (plus de 900 pièces) : silex en forme de lames, pièces à encoches, outils à forer, burins, percuteurs pour donner forme aux outils, grattoirs pour dépecer le gibier, pierres polies, meules, polissoirs, pointes de flèches, objets en céramique et poteries de formes variées, enclumes, objets de métal de l'époque du bronze et du fer, divers objets de l'époque romaine et des matières colorantes pour cuirs et tissus. On a découvert les restes de 360 fonds de cabanes en forme de fer à cheval avec des foyers. Les êtres humains se regroupaient en tribus dans ces abris, on peut estimer la population d'alors entre 2 000 et 3 000 personnes. Cette hypothèse est renforcée par la présence de nombreux ossements humains, quelquefois dans des tombes, mais aussi d'os de chiens, de chevaux, de sangliers et surtout de cerfs qui peuplaient alors les bois de la région, moutons et chèvres, bœufs ainsi que d'abondants coquillages marins (tellines, murex, chénopodes, pectens, cardiums, etc.). Ceux-ci étaient acheminés depuis les côtes et nos ancêtres en semblaient friands.
Époque romaine
Circius Domitius Anchobarbus soumet les Volques Tectosages en l'an 120 av. J.-C. La colonie de Béziers (Urbs Julia Septimanorum Biterensis) est fondée en l'an 35 av. J.-C. et les terres sont attribuées aux vétérans de la 7e légion, avant d'être attribuées ou vendues à des colons. Naissent alors les premiers domaines (Fundis) avec leurs habitations (villae). Onze villaes sont répertoriées sur la commune.
Moyen Âge
En 412, les Wisigoths, succédant aux Vandales, Suèves et autres, envahissent la région et installent au pouvoir leur propre aristocratie. Il s'ensuit l'invasion arabe au début du VIIIe siècle (719). En 747, ceux-ci n'occupent plus que Narbonne et Carcassonne alors que Béziers, Agde, Maguelone et Nîmes ont déjà proclamé leurs indépendances. En 752, le comte Goth Ansemond livre ces dernières villes à Pépin le Bref qui le récompense en le maintenant dans ses fonctions. C'est ainsi la première union du pays au royaume des Francs.
Au Xe siècle, Boujan appartient aux vicomtes de Béziers et Agde. Le 17 janvier 937, le comte Raymond Pons et sa femme Gersande donnent au chapitre Saint-Nazaire de Béziers, les fiefs de Boujan et Tampognan ou Campagnan (Monestié, Campariès et Saint-Louis). Après 1030, Boujan devient la possession des Rainard de Béziers et Villeneuve.
L'an 1000 débute par une période de troubles dus à la rivalité entre les seigneurs et le clergé. Climat aggravé par la rivalité opposant le comte de Toulouse (Guillaume III de Toulouse) et le vicomte de Béziers. Le peuple se détourne de l'Église. Dans la seconde moitié du XIIe siècle, l'hérésie prend une part considérable dans la région et le Biterrois. L'Église ne tarde pas à réagir. Le 21 juillet 1209, l'armée de croisés occupe Servian désertée par ses habitants. Le soir même elle met le siège devant Béziers, suivi du massacre que nous connaissons. De nombreux petits seigneurs se soumettent, dont Béranger de Boujan. Après la mort de Simon de Montfort, en 1218 au siège de Toulouse, le pays se soulève à nouveau. La décision de Louis VIII de participer à la croisade et d'occuper le Languedoc met fin à l'insurrection. Louis VIII confie l'administration du pays à ses officiers royaux : bayles, sénéchaux et prévôts. Le village compte à cette époque 34 feux (foyers) soit environ 150 habitants. Vers 1296, les habitants du Languedoc commencent à résister à l'Inquisition dont les abus et les massacres exaspèrent tout le monde. Y a-t-il eu des « cathares » à Boujan ? La liste des hérétiques de Béziers n'en relève aucun, contrairement à Servian, Corneilhan et Bassan.
Au fil du temps, les seigneuries vont se morceler. Au XIIIe siècle, il n'y a pratiquement plus de village dans le Biterrois appartenant à une seule seigneurie. Le château de Boujan (rue du Château) est cité au début du XIIIe siècle. Un dénombrement de 1271, nous apprend qu'il appartient au vicomte de Narbonne.
En 1230, Boujan dépend administrativement de la sénéchaussée de Carcassonne et se trouve sous l'autorité d'un bayle qui préserve l'autorité du roi et exerce la justice. L'administration de la communauté villageoise est confiée à des prud'hommes depuis le début du XIIe siècle, puis un consulat (XIIIe siècle). Les consuls sont élus par l'université des habitants du village (universitas castri de Bojan) composée des chefs de famille. Les consuls vont prendre de plus en plus de pouvoir et au XIVe siècle constituer une organisation municipale forte défendant les intérêts des villageois.
Le pays est ravagé successivement par la peste, le Prince Noir, puis par les Grandes Compagnies. Plus de 50 paroisses, dont Boujan, disparaissent ainsi dans la tourmente. Le village va se reconstituer en arc de cercle autour du château, puis se fortifier au XIVe siècle. Deux fossés concentriques sont creusés autour du village (rue Lavisse et Bd. Castelbon) qui se réduit alors au quartier du château, et les remparts sont doublés (c'est l'origine des villages circulaires du Languedoc, aujourd'hui organisés en associations des Circulades dont le but est d'aider à leur rénovation). Les consuls de Béziers inquiets de cette place forte aux portes de leur ville, envoient dix hommes d'armes pour la renforcer, tandis que Boujan s'engage à avoir des gardes aux portes, à assurer le guet, et à nommer un capitaine « suffisant », le tout au frais du village, qui compte 40 feux (foyers) en 1340.
Les guerres de Religion
Sous le règne de François Ier, des communautés protestantes s'établissent dans de nombreuses localités. Le 6 mai 1562, ceux-ci s'emparent de Béziers. Après l'édit de paix du 19 mars 1563, le calme revient provisoirement dans la région. Béziers redevenue catholique manque d'être reprise en 1569 par Claude de Narbonne. À défaut d'y parvenir, il se contente de Boujan, où les soldats sont faits prisonniers et le capitaine s'est fait tuer. En 1575, Boujan est assiégé par le vicomte de Joyeuse. Aucun document ne nous éclaire sur le déroulement des opérations, mais il est clair que durant cette période trouble, Boujan, aux portes de Béziers, a dû passer plusieurs fois entre les mains des belligérants. Des bandes parcourent la campagne, les routes sont impraticables, les récoltes pillées, ce qui compromet le ravitaillement des villes et villages. La promulgation de l'édit de Nantes, le 30 avril 1598, par Henri IV mettra fin au désordre.
Les calvinistes biterrois ne pouvant exercer leur culte dans leur ville siège d'un évêché, décident de construire leur temple à Boujan en 1601. C'est ainsi que le village qui ne compte pourtant que quatre « hérétiques » en 1605, deviendra le lieu de culte des protestants bitterrois. Après l'abolition de l'édit de Nantes, le 18 octobre 1685, les protestants doivent abjurer leur foi ou fuir. C'est la première solution que choisissent une dizaine de familles boujannaises. Le temple est abattu le 2 juillet 1686. Le 29 janvier 1766, la communauté de Boujan est condamnée à 25 livres d'amende, pour ne pas avoir envoyé à l'Intendant un état des enfants des nouveaux convertis.
XVIIe et XVIIIe siècles
Boujan est, au début du XVIIIe siècle, une petite communauté rurale de cent feux (foyers), soit environ 400 habitants. Le village n'a pas d'autre seigneur que le roi : il est administré par des bayles, procureurs et par les consuls. Du moins jusqu'en 1769 où le comte Joseph de Guyon du Bousquet de Saint-Gilles, maréchal de camp des armées du roi, acquiert la seigneurie de Boujan et de Libouriac, qu'il conservera jusqu'à sa mort en 1787. Ce sera ainsi le dernier seigneur de Boujan, où il est inhumé.
La culture de l'olivier est la principale activité agricole, devant la culture des céréales et de la vigne, et l'élevage (chèvres, moutons et quelques bovins). Deux tiers des habitants de Boujan sont des journaliers ne possédant pas de terre, les autres n'en ont pas assez pour vivre. La communauté possède une place publique, un puits commun, une église paroissiale, deux petites maisons dont l'une sert aux besoins des consuls, l'autre à la régence des enfants, un casal dans le fort (sorte de métairie), un moulin à huile, un four à cuire le pain, deux près en alleu et trois fiefs nobles. En 1767, il y a au village deux maréchaux-ferrants, deux maîtres chirurgiens, un tailleur, un épicier, un tonnelier, un régent maître d'école, une maîtresse d'école et un notaire.
L'hôpital de Boujan est cité au début du XVIIe siècle. Il est administré par les consuls de Boujan. Il occupe une partie du quartier compris entre la rue Jean Moulin et la rue Mozart (ex. rue de l'Hôpital). On y accueille pauvres, mendiants, enfants abandonnés et soldats blessés qui y sont soignés et nourris. En 1695, l'hôpital en ruine est uni à celui de Béziers.
La Révolution
L'hiver 1788 est très rude, les oliviers sont gelés, les semences compromises, le cours du blé augmente et le spectre de la disette se profile. Les premiers troubles ont lieu dans le Biterrois en 1789, le peuple ne supportant plus les charges qui l'accablent. Ainsi va naître la Révolution française.
Les consuls deviennent conseillers municipaux par la loi du 14 décembre 1789. En 1800, Boujan compte 560 habitants.
L'église de Boujan
L'église du VIIIe siècle, n'est à cette époque qu'une chapelle wisigothique. Au XIe siècle, Raoul, évêque de Béziers, fais construire sur son emplacement une église dédiée à saint Étienne. Détruite et reconstruite à la fin du XIIIe siècle, elle fut détruite à nouveau pour laisser place au monument gothique actuel qui date du XIVe siècle. Il ne reste plus de l'église romane qu'un chapiteau et une colonne de marbre de Saint-Pons. Le clocher quant à lui a été parachevé au XVIIe siècle : la clé de voûte au sommet porte la date de 1666.
L'ancien cimetière se situe jusqu'au XIXe siècle entre l'église et l'ancien bureau de poste. Devenu trop exigu, le nouveau cimetière est créé en 1836, sur un terrain appartenant à Anne Caylet, veuve Bois, qui, ironie du sort, y sera la première inhumée. L'emplacement ainsi libéré deviendra la place publique que nous connaissons et la croix qui s'y trouvait sera érigée à l'entrée de l'église en 1879.
Époque contemporaine

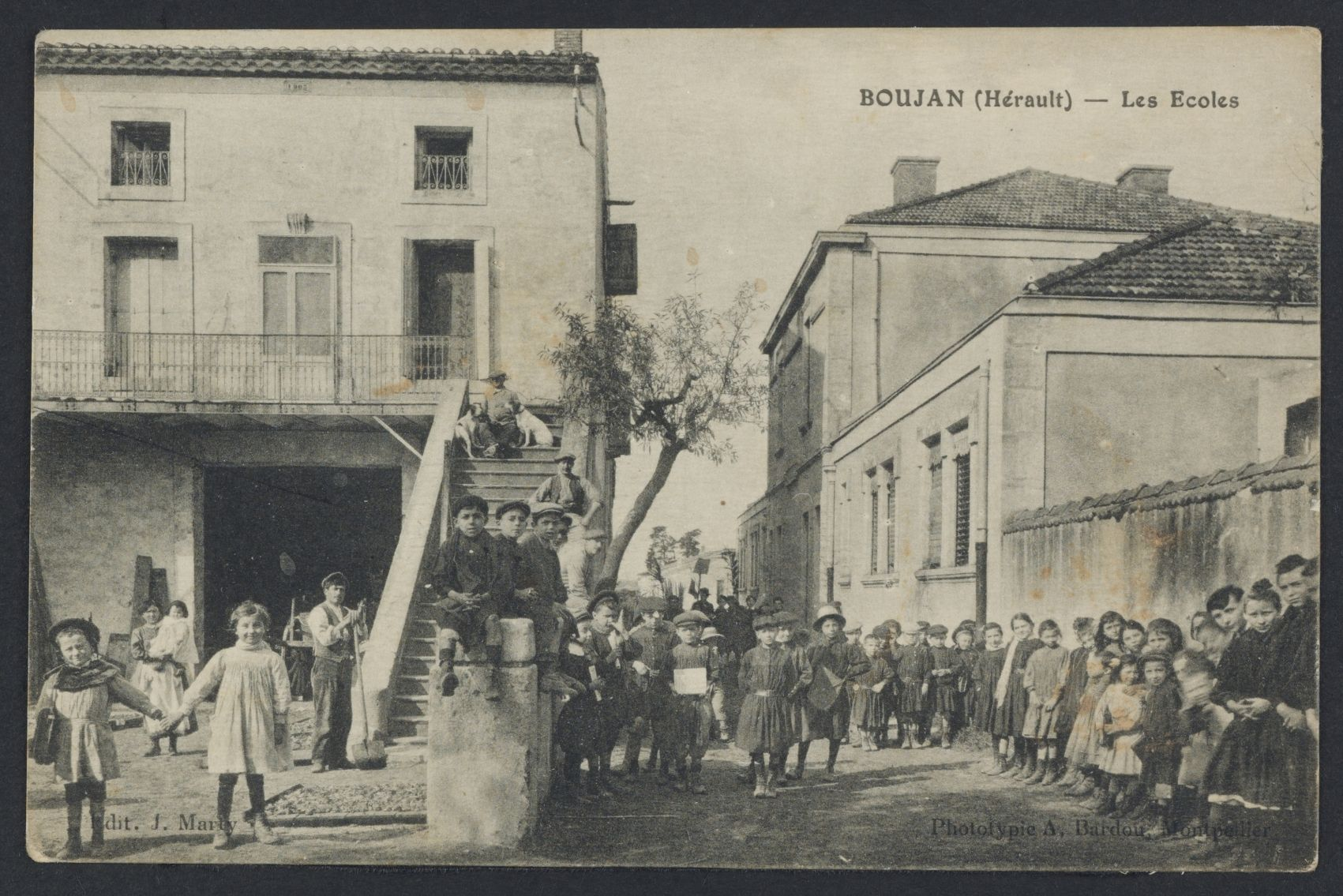
Les écoles : carte postale (1914).

Au XIXe siècle, la viticulture s'implante dans tout le Languedoc et engendre une grande richesse pour la région. De nombreux châteaux dont certains, un peu prétentieux, sont appelés folies du XIXe, furent alors édifiés. Certains, tout près de notre village (Libouriac…), témoignent de cette époque de faste.
Petit village viticole du Biterrois, la commune a connu une expansion démographique rapide ces dernières années due à sa proximité avec la ville de Béziers. C'est aujourd'hui un village d'un peu plus de 3 000 habitants, essentiellement résidentiel.

## Politique et administration

### Liste des maires
| Période                                  | Période  | Identité                         | Étiquette     | Qualité                           |
| ---------------------------------------- | -------- | -------------------------------- | ------------- | --------------------------------- |
| 1790                                     | 1796     | Jean-François Cabanel            |               |                                   |
| 1796                                     | 1797     | Guillaume Segonne                |               |                                   |
| 1797                                     | 1800     | Jean Bec                         |               |                                   |
| 1800                                     | 1815     | Pierre Saloy                     |               |                                   |
| 1815                                     | 1819     | Pierre Cabanel                   |               |                                   |
| 1819                                     | 1830     | Pierre Granié                    |               |                                   |
| 1830                                     | 1835     | Ferdinand Ledenac                |               |                                   |
| 1835                                     | 1848     | Etienne Cros                     |               |                                   |
| 1848                                     | 1848     | Sébastien Ninau                  |               |                                   |
| 1848                                     | 1852     | Jean Fourès                      |               |                                   |
| 1852                                     | 1862     | François Turgal                  |               |                                   |
| 1862                                     | 1870     | Louis Fabre                      |               |                                   |
| 1870                                     | 1871     | Pierre Glaude                    |               |                                   |
| 1871                                     | 1874     | François Cabrol                  |               |                                   |
| 1874                                     | 1876     | Bernard Sarda                    |               |                                   |
| 1876                                     | 1878     | Bernard Fournier                 |               |                                   |
| 1878                                     | 1884     | Pierre Bruel                     |               |                                   |
| 1884                                     | 1897     | Donat Bousquet                   |               |                                   |
| 1897                                     | 1900     | Joseph Poujol                    |               |                                   |
| 1900                                     | 1905     | Etienne Bousquet                 |               |                                   |
| 1905                                     | 1908     | Antoine Montane                  |               |                                   |
| 1908                                     | 1909     | Jean Fau                         |               |                                   |
| 1909                                     | 1911     | Antoine Gaujal                   |               |                                   |
| 1911                                     | 1911     | Placide Melagou                  |               | Adjoint faisant fonction de maire |
| 1911                                     | 1912     | Jean Fau                         |               |                                   |
| mai 1912                                 | 1925     | Fernand Castelbon de Beauxhostes |               |                                   |
| mai 1925                                 | 1935     | Marceau Castanié                 |               |                                   |
| mai 1935                                 | 1944     | Raoul Fiter                      |               |                                   |
| août 1944                                | 1971     | Benoît Fernand                   |               |                                   |
| mars 1971                                | 1985     | François Domenech                |               | Cordonnier du village             |
| octobre 1985                             | 1989     | José Garcia                      |               |                                   |
| mars 1989                                | 2008     | Raymond Faro                     | PS            |                                   |
| mars 2008                                | 2014     | Philippe Rougeot                 | Divers Droite |                                   |
| mars 2014                                | En cours | Gérard Abella                    | Divers Droite | Entrepreneur en bâtiments         |
| Les données manquantes sont à compléter. |          |                                  |               |                                   |

## Démographie
L'évolution du nombre d'habitants est connue à travers les recensements de la population effectués dans la commune depuis 1793. Pour les communes de moins de 10 000 habitants, une enquête de recensement portant sur toute la population est réalisée tous les cinq ans, les populations de référence des années intermédiaires étant quant à elles estimées par interpolation ou extrapolation. Pour la commune, le premier recensement exhaustif entrant dans le cadre du nouveau dispositif a été réalisé en 2007.

En 2022, la commune comptait 3 536 habitants, en évolution de +5,05 % par rapport à 2016 (Hérault : +7,49 %, France hors Mayotte : +2,11 %).
| 1793 | 1800 | 1806 | 1821 | 1831 | 1836 | 1841 | 1846 | 1851 |
| ---- | ---- | ---- | ---- | ---- | ---- | ---- | ---- | ---- |
| 541  | 506  | 561  | 625  | 639  | 662  | 703  | 710  | 729  |

| 1856 | 1861 | 1866 | 1872 | 1876 | 1881 | 1886 | 1891 | 1896  |
| ---- | ---- | ---- | ---- | ---- | ---- | ---- | ---- | ----- |
| 753  | 775  | 804  | 803  | 834  | 848  | 851  | 964  | 1 068 |

| 1901  | 1906  | 1911  | 1921  | 1926  | 1931  | 1936  | 1946  | 1954  |
| ----- | ----- | ----- | ----- | ----- | ----- | ----- | ----- | ----- |
| 1 181 | 1 118 | 1 102 | 1 228 | 1 242 | 1 162 | 1 137 | 1 070 | 1 123 |

| 1962  | 1968  | 1975  | 1982  | 1990  | 1999  | 2006  | 2007  | 2012  |
| ----- | ----- | ----- | ----- | ----- | ----- | ----- | ----- | ----- |
| 1 121 | 1 121 | 1 335 | 1 843 | 2 235 | 2 627 | 2 902 | 2 944 | 3 151 |

| 2017  | 2022  | - | - | - | - | - | - | - |
| ----- | ----- | - | - | - | - | - | - | - |
| 3 378 | 3 536 | - | - | - | - | - | - | - |

## Économie

### Revenus
En 2018, la commune compte 1 514 ménages fiscaux, regroupant 3 267 personnes. La médiane du revenu disponible par unité de consommation est de 21 780 € (20 330 € dans le département). 50 % des ménages fiscaux sont imposés (45,8 % dans le département).

### Emploi
|                | 2008   | 2013   | 2018   |
| -------------- | ------ | ------ | ------ |
| Commune        | 6,3 %  | 9 %    | 10,4 % |
| Département    | 10,1 % | 11,9 % | 12 %   |
| France entière | 8,3 %  | 10 %   | 10 %   |

En 2018, la population âgée de 15 à 64 ans s'élève à 1 922 personnes, parmi lesquelles on compte 76,6 % d'actifs (66,2 % ayant un emploi et 10,4 % de chômeurs) et 23,4 % d'inactifs,. En  2018, le taux de chômage communal (au sens du recensement) des 15-64 ans est inférieur à celui du département, mais supérieur à celui de la France, alors qu'en 2008 il était inférieur à celui de la France.
La commune fait partie de la couronne de l'aire d'attraction de Béziers, du fait qu'au moins 15 % des actifs travaillent dans le pôle,. Elle compte 1 430 emplois en 2018, contre 1 351 en 2013 et 1 067 en 2008. Le nombre d'actifs ayant un emploi résidant dans la commune est de 1 304, soit un indicateur de concentration d'emploi de 109,7 % et un taux d'activité parmi les 15 ans ou plus de 52,3 %.
Sur ces 1 304 actifs de 15 ans ou plus ayant un emploi, 338 travaillent dans la commune, soit 26 % des habitants. Pour se rendre au travail, 87,9 % des habitants utilisent un véhicule personnel ou de fonction à quatre roues, 3,1 % les transports en commun, 6 % s'y rendent en deux-roues, à vélo ou à pied et 3 % n'ont pas besoin de transport (travail au domicile).

### Activités hors agriculture

#### Secteurs d'activités
402 établissements sont implantés  à Boujan-sur-Libron au 31 décembre 2019. Le tableau ci-dessous en détaille le nombre par secteur d'activité et compare les ratios avec ceux du département,.
| Secteur d'activité                                                                                        | Commune | Commune | Département |
| Secteur d'activité                                                                                        | Nombre  | %       | %           |
| --- | ------- | ------- | ----------- |
| Ensemble                                                                                                  | 402     | 100 %   | (100 %)     |
| Industrie manufacturière, industries extractives et autres                                                | 16      | 4 %     | (6,7 %)     |
| Construction                                                                                              | 65      | 16,2 %  | (14,1 %)    |
| Commerce de gros et de détail, transports, hébergement et restauration                                    | 68      | 16,9 %  | (28 %)      |
| Information et communication                                                                              | 9       | 2,2 %   | (3,3 %)     |
| Activités financières et d'assurance                                                                      | 22      | 5,5 %   | (3,2 %)     |
| Activités immobilières                                                                                    | 18      | 4,5 %   | (5,3 %)     |
| Activités spécialisées, scientifiques et techniques et activités de services administratifs et de soutien | 61      | 15,2 %  | (17,1 %)    |
| Administration publique, enseignement, santé humaine et action sociale                                    | 112     | 27,9 %  | (14,2 %)    |
| Autres activités de services                                                                              | 31      | 7,7 %   | (8,1 %)     |

Le secteur de l'administration publique, l'enseignement, la santé humaine et l'action sociale est prépondérant sur la commune puisqu'il représente 27,9 % du nombre total d'établissements de la commune (112 sur les 402 entreprises implantées  à Boujan-sur-Libron), contre 14,2 % au niveau départemental.

#### Entreprises et commerces
Les cinq entreprises ayant leur siège social sur le territoire communal qui génèrent le plus de chiffre d'affaires en 2020 sont : 
- Polyclinique Saint Privat, activités hospitalières (40 722 k€) ;
- Polyexpert Languedoc Rousillon, évaluation des risques et dommages (13 248 k€) ;
- Le Val D'orb SA, activités hospitalières (6 126 k€) ;
- Pech Du Soleil, activités hospitalières (6 090 k€) ;
- Omlb Architecture, activités d'architecture (2 039 k€).

De nombreux commerces, un boucher, un coiffeur, un bureau de tabac, deux boulangeries, et non loin de là, un salon de tatouage. La ville s'est aussi dotée d'un pôle médical réunissant une clinique, un centre de rééducation, une maison de retraite et de nombreux médecins.
Il est possible de loger dans l’hôtel de la ville mais aussi dans de petites chambres d’hôtes et gîtes.
Sur le plan culturel, le « Musée Chapy » offre une collection d'anciens motocycles. La ville accueille tous les étés une féria; la tauromachie y est pratiquée, ce qui génère parfois des manifestations d'opposition à la corrida,.

### Agriculture
La commune est dans la « Plaine viticole », une petite région agricole occupant la bande côtière du département de l'Hérault. En 2020, l'orientation technico-économique de l'agriculture  sur la commune est la viticulture. 
|               | 1988 | 2000 | 2010 | 2020 |
| ------------- | ---- | ---- | ---- | ---- |
| Exploitations | 133  | 81   | 43   | 23   |
| SAU (ha)      | 828  | 810  | 423  | 277  |

Le nombre d'exploitations agricoles en activité et ayant leur siège dans la commune est passé de 133 lors du recensement agricole de 1988  à 81 en 2000 puis à 43 en 2010 et enfin à 23 en 2020, soit une baisse de 83 % en 32 ans. Le même mouvement est observé à l'échelle du département qui a perdu pendant cette période 67 % de ses exploitations,. La surface agricole utilisée sur la commune a également diminué, passant de 828 ha en 1988 à 277 ha en 2020. Parallèlement la surface agricole utilisée moyenne par exploitation a augmenté, passant de 6 à 12 ha.

## Culture locale et patrimoine

### Lieux et monuments
- L'église Saint-Étienne de Boujan-sur-Libron est d'origine gothique.
- Centre Chrétien Évangélique, avenue de l'Occitanie[36].
- Le café de la paix ainsi que les arènes et la place du village appelée Esplanade deviennent des espaces festifs durant le mois d'août lors la féria de Boujan.
- Polyclinique Saint-Privat (ouverte en 2007).

### Personnalités liées à la commune
- Fernand Castelbon de Beauxhostes, passionné de musique, bâtisseur des arènes modernes de Béziers.

### Héraldique
|  | Les armoiries de Boujan-sur-Libron se blasonnent ainsi : « De gueules à trois besants d'or, au chef d'azur chargé de trois fleurs de lys d'or, soutenu d'un filet d'argent ». L'ancien blason de la commune est blasonné ainsi : « D'hermine au sautoir losangé d'or et de sable ». |

### Fonds d'archives
- Série : Délibérations consulaires et communales (1785-1989) [11 registes]. Fonds : Archives communales de Boujan-sur-Libron; Cote : 148 PUB. Boujan-sur-Libron : Mairie de Boujan-sur-Libron (lire en ligne).